# 岩手県道281号矢巾西安庭線
岩手県道281号矢巾西安庭線（いわてけんどう281ごう やはばにしあにわせん）は、岩手県紫波郡矢巾町と岩手郡雫石町を結ぶ一般県道である。

## 概要
岩手県道13号盛岡和賀線から分かれ、流通センターの南側から南昌山の北側をトンネルで通り、雫石町へ至るルートである。矢巾から雫石への最短ルートとして利用されている。

### 路線データ
- 起点：紫波郡矢巾町流通センター南三丁目（岩手県道13号盛岡和賀線交点）
- 終点：紫波郡雫石町大字西安庭第46地割（岩手県道162号紫波雫石線交点）

## 歴史
- 1994年3月15日 - 県道に認定される。
- 2013年3月29日、4月2日 - 矢巾町道・雫石町道南昌トンネル線を当線に編入し、ルートを変更した。南昌山南側は認定を解除される[1][2]。

## 地理

### 通過する自治体
- 紫波郡
  - 矢巾町
- 岩手郡
  - 雫石町

### 交差する道路
- 岩手県道13号盛岡和賀線（起点）
- 岩手県道162号紫波雫石線（終点）